# Agglomération Montargoise et Rives du Loing
Die Agglomération Montargoise et Rives du Loing (A.M.E.) (vormals Communauté d’agglomération Montargoise et Rives du Loing) ist ein französischer Gemeindeverband mit der Rechtsform einer Communauté d’agglomération im Département Loiret in der Region Centre-Val de Loire. Er wurde am 14. Dezember 2001 gegründet und umfasst 15 Gemeinden. Der Verwaltungssitz befindet sich in der Stadt Montargis.

## Mitgliedsgemeinden
| Gemeinde                                    | Einwohner 1. Januar 2022 | Fläche km² | Dichte Einw./km² | Code INSEE | Postleitzahl |
| ------------------------------------------- | ------------------------ | ---------- | ---------------- | ---------- | ------------ |
| Amilly                                      | 13.432                   | 40,26      | 334              | 45004      | 45200        |
| Cepoy                                       | 2.346                    | 8,52       | 275              | 45061      | 45120        |
| Châlette-sur-Loing                          | 12.958                   | 13,13      | 987              | 45068      | 45120        |
| Chevillon-sur-Huillard                      | 1.504                    | 19,34      | 78               | 45092      | 45700        |
| Conflans-sur-Loing                          | 362                      | 9,14       | 40               | 45102      | 45700        |
| Corquilleroy                                | 2.840                    | 13,96      | 203              | 45104      | 45120        |
| Lombreuil                                   | 304                      | 7,56       | 40               | 45185      | 45700        |
| Montargis                                   | 14.819                   | 4,46       | 3.323            | 45208      | 45200        |
| Mormant-sur-Vernisson                       | 133                      | 10,92      | 12               | 45216      | 45700        |
| Pannes                                      | 3.719                    | 20,84      | 178              | 45247      | 45700        |
| Paucourt                                    | 920                      | 20,20      | 46               | 45249      | 45200        |
| Saint-Maurice-sur-Fessard                   | 1.144                    | 15,38      | 74               | 45293      | 45700        |
| Solterre                                    | 476                      | 9,80       | 49               | 45312      | 45700        |
| Villemandeur                                | 6.931                    | 11,46      | 605              | 45338      | 45700        |
| Vimory                                      | 1.101                    | 26,22      | 42               | 45345      | 45700        |
| Agglomération Montargoise et Rives du Loing | 62.989                   | 231,19     | 272              | –          | –            |